# Old ideas
Old ideas is een studioalbum van de Canadees Leonard Cohen. Cohen mocht zich altijd verheugen op belangstelling vanuit Nederland. Bijna al zijn albums haalden de Album Top 100 of een van haar voorgangers. Met Songs of love and hate uit 1971 haalde hij net de eerste plaats niet door Janis Joplin (album Pearl) en de The Rolling Stones (album Sticky Fingers). In 2012 was het 41 jaar later wel raak. Hij kwam op de eerste plaats binnen in zowel Nederland als Vlaanderen.
Cohens muziek bleek daarbij (nog steeds) internationaal aan te slaan. In een behoorlijk aantal landen haalde hij de eerste plaats in de albumlijsten.

## Nummers
Alle liedjes van Cohen, behalve waar aangegeven.

| Nr. | Titel                                    | Duur |
| --- | ---------------------------------------- | ---- |
| 1.  | Going home (Cohen, Patrick Leonard)      | 3:51 |
| 2.  | Amen                                     | 7:36 |
| 3.  | Show me the place (Cohen, Leonard)       | 4:09 |
| 4.  | Darkness                                 | 4:30 |
| 5.  | Anyhow (Cohen, P. Leonard)               | 3:09 |
| 6.  | Crazy to love you (Cohen, Anjani Thomas) | 3:06 |
| 7.  | Come healing (Cohen, Leonard)            | 2:53 |
| 8.  | Banjo                                    | 3:23 |
| 9.  | Lullaby                                  | 4:46 |
| 10. | Different sides                          | 4:06 |

## Hitlijsten
In Nederland en Vlaanderen hield het album bij binnenkomst Lana Del Reys Born to die van de eerste plaats af. In het Verenigd Koninkrijk was dat andersom.

## Hitnoteringen

### NederlandseAlbum Top 100
| Hitnotering (week 1 t/m 39): 04-02-2012 t/m 27-10-2012 Hitnotering (week 40 t/m 41): 01-12-2012 t/m 08-12-2012 Hitnotering (week 42 t/m 46): 22-12-2012-2012 t/m 19-01-2013 | Hitnotering (week 1 t/m 39): 04-02-2012 t/m 27-10-2012 Hitnotering (week 40 t/m 41): 01-12-2012 t/m 08-12-2012 Hitnotering (week 42 t/m 46): 22-12-2012-2012 t/m 19-01-2013 | Hitnotering (week 1 t/m 39): 04-02-2012 t/m 27-10-2012 Hitnotering (week 40 t/m 41): 01-12-2012 t/m 08-12-2012 Hitnotering (week 42 t/m 46): 22-12-2012-2012 t/m 19-01-2013 | Hitnotering (week 1 t/m 39): 04-02-2012 t/m 27-10-2012 Hitnotering (week 40 t/m 41): 01-12-2012 t/m 08-12-2012 Hitnotering (week 42 t/m 46): 22-12-2012-2012 t/m 19-01-2013 | Hitnotering (week 1 t/m 39): 04-02-2012 t/m 27-10-2012 Hitnotering (week 40 t/m 41): 01-12-2012 t/m 08-12-2012 Hitnotering (week 42 t/m 46): 22-12-2012-2012 t/m 19-01-2013 | Hitnotering (week 1 t/m 39): 04-02-2012 t/m 27-10-2012 Hitnotering (week 40 t/m 41): 01-12-2012 t/m 08-12-2012 Hitnotering (week 42 t/m 46): 22-12-2012-2012 t/m 19-01-2013 | Hitnotering (week 1 t/m 39): 04-02-2012 t/m 27-10-2012 Hitnotering (week 40 t/m 41): 01-12-2012 t/m 08-12-2012 Hitnotering (week 42 t/m 46): 22-12-2012-2012 t/m 19-01-2013 | Hitnotering (week 1 t/m 39): 04-02-2012 t/m 27-10-2012 Hitnotering (week 40 t/m 41): 01-12-2012 t/m 08-12-2012 Hitnotering (week 42 t/m 46): 22-12-2012-2012 t/m 19-01-2013 | Hitnotering (week 1 t/m 39): 04-02-2012 t/m 27-10-2012 Hitnotering (week 40 t/m 41): 01-12-2012 t/m 08-12-2012 Hitnotering (week 42 t/m 46): 22-12-2012-2012 t/m 19-01-2013 | Hitnotering (week 1 t/m 39): 04-02-2012 t/m 27-10-2012 Hitnotering (week 40 t/m 41): 01-12-2012 t/m 08-12-2012 Hitnotering (week 42 t/m 46): 22-12-2012-2012 t/m 19-01-2013 | Hitnotering (week 1 t/m 39): 04-02-2012 t/m 27-10-2012 Hitnotering (week 40 t/m 41): 01-12-2012 t/m 08-12-2012 Hitnotering (week 42 t/m 46): 22-12-2012-2012 t/m 19-01-2013 | Hitnotering (week 1 t/m 39): 04-02-2012 t/m 27-10-2012 Hitnotering (week 40 t/m 41): 01-12-2012 t/m 08-12-2012 Hitnotering (week 42 t/m 46): 22-12-2012-2012 t/m 19-01-2013 | Hitnotering (week 1 t/m 39): 04-02-2012 t/m 27-10-2012 Hitnotering (week 40 t/m 41): 01-12-2012 t/m 08-12-2012 Hitnotering (week 42 t/m 46): 22-12-2012-2012 t/m 19-01-2013 | Hitnotering (week 1 t/m 39): 04-02-2012 t/m 27-10-2012 Hitnotering (week 40 t/m 41): 01-12-2012 t/m 08-12-2012 Hitnotering (week 42 t/m 46): 22-12-2012-2012 t/m 19-01-2013 | Hitnotering (week 1 t/m 39): 04-02-2012 t/m 27-10-2012 Hitnotering (week 40 t/m 41): 01-12-2012 t/m 08-12-2012 Hitnotering (week 42 t/m 46): 22-12-2012-2012 t/m 19-01-2013 | Hitnotering (week 1 t/m 39): 04-02-2012 t/m 27-10-2012 Hitnotering (week 40 t/m 41): 01-12-2012 t/m 08-12-2012 Hitnotering (week 42 t/m 46): 22-12-2012-2012 t/m 19-01-2013 | Hitnotering (week 1 t/m 39): 04-02-2012 t/m 27-10-2012 Hitnotering (week 40 t/m 41): 01-12-2012 t/m 08-12-2012 Hitnotering (week 42 t/m 46): 22-12-2012-2012 t/m 19-01-2013 | Hitnotering (week 1 t/m 39): 04-02-2012 t/m 27-10-2012 Hitnotering (week 40 t/m 41): 01-12-2012 t/m 08-12-2012 Hitnotering (week 42 t/m 46): 22-12-2012-2012 t/m 19-01-2013 |
| Week: | 1 | 2 | 3 | 4 | 5 | 6 | 7 | 8 | 9 | 10 | 11 | 12 | 13 | 14 | 15 | 16 | 17 |
| --- | --- | --- | --- | --- | --- | --- | --- | --- | --- | --- | --- | --- | --- | --- | --- | --- | --- |
| Positie: | 1 | 1 | 3 | 4 | 6 | 12 | 16 | 17 | 13 | 12 | 21 | 26 | 17 | 24 | 43 | 39 | 55 |
| Week: | 18 | 19 | 20 | 21 | 22 | 23 | 24 | 25 | 26 | 27 | 28 | 29 | 30 | 31 | 32 | 33 | 34 |
| Positie: | 67 | 81 | 67 | 63 | 80 | 66 | 82 | 61 | 54 | 68 | 69 | 37 | 4 | 5 | 10 | 23 | 46 |
| Week: | 35 | 36 | 37 | 38 | 39 | | 40 | 41 | | 42 | 43 | 44 | 45 | 46 | | | |
| Positie: | 51 | 58 | 75 | 92 | 97 | uit | 98 | 81 | uit | 86 | 88 | 57 | 64 | 57 | uit | | |

### VlaamseUltratop 200Albums
| Hitnotering: 04-02-2012 t/m 19-01-2013 | Hitnotering: 04-02-2012 t/m 19-01-2013 | Hitnotering: 04-02-2012 t/m 19-01-2013 | Hitnotering: 04-02-2012 t/m 19-01-2013 | Hitnotering: 04-02-2012 t/m 19-01-2013 | Hitnotering: 04-02-2012 t/m 19-01-2013 | Hitnotering: 04-02-2012 t/m 19-01-2013 | Hitnotering: 04-02-2012 t/m 19-01-2013 | Hitnotering: 04-02-2012 t/m 19-01-2013 | Hitnotering: 04-02-2012 t/m 19-01-2013 | Hitnotering: 04-02-2012 t/m 19-01-2013 | Hitnotering: 04-02-2012 t/m 19-01-2013 | Hitnotering: 04-02-2012 t/m 19-01-2013 | Hitnotering: 04-02-2012 t/m 19-01-2013 | Hitnotering: 04-02-2012 t/m 19-01-2013 | Hitnotering: 04-02-2012 t/m 19-01-2013 | Hitnotering: 04-02-2012 t/m 19-01-2013 | Hitnotering: 04-02-2012 t/m 19-01-2013 | Hitnotering: 04-02-2012 t/m 19-01-2013 |
| Week:                                  | 1                                      | 2                                      | 3                                      | 4                                      | 5                                      | 6                                      | 7                                      | 8                                      | 9                                      | 10                                     | 11                                     | 12                                     | 13                                     | 14                                     | 15                                     | 16                                     | 17                                     | 18                                     |
| -------------------------------------- | -------------------------------------- | -------------------------------------- | -------------------------------------- | -------------------------------------- | -------------------------------------- | -------------------------------------- | -------------------------------------- | -------------------------------------- | -------------------------------------- | -------------------------------------- | -------------------------------------- | -------------------------------------- | -------------------------------------- | -------------------------------------- | -------------------------------------- | -------------------------------------- | -------------------------------------- | -------------------------------------- |
| Positie:                               | 1                                      | 1                                      | 1                                      | 2                                      | 2                                      | 5                                      | 8                                      | 12                                     | 16                                     | 7                                      | 9                                      | 10                                     | 12                                     | 18                                     | 23                                     | 19                                     | 34                                     | 40                                     |
| Week:                                  | 19                                     | 20                                     | 21                                     | 22                                     | 23                                     | 24                                     | 25                                     | 26                                     | 27                                     | 28                                     | 29                                     | 30                                     | 31                                     | 32                                     | 33                                     | 34                                     | 35                                     | 36                                     |
| Positie:                               | 36                                     | 32                                     | 48                                     | 77                                     | 77                                     | 72                                     | 54                                     | 53                                     | 61                                     | 36                                     | 21                                     | 3                                      | 3                                      | 2                                      | 28                                     | 43                                     | 37                                     | 33                                     |
| Week:                                  | 37                                     | 35                                     | 39                                     | 40                                     | 41                                     | 42                                     | 43                                     | 44                                     | 45                                     | 46                                     | 47                                     | 48                                     | 49                                     | 50                                     | 51                                     |                                        |                                        |                                        |
| Positie:                               | 52                                     | 63                                     | 58                                     | 84                                     | 79                                     | 109                                    | 155                                    | 119                                    | 111                                    | 94                                     | 77                                     | 68                                     | 74                                     | 61                                     | 72                                     | uit                                    |                                        |                                        |